# 동원초등학교
동원초등학교(東元初等學校, Dongwon Elementary School)는 대한민국 부산광역시 부산진구 당감동에 위치한 공립 초등학교이다.

## 학교 연혁
- 1985년 1월 26일: 〈동원초등학교〉 설립 인가
- 1985년 3월 1일: 〈동평초등학교〉에서 분리,〈동원초등학교〉 개교
- 1994년 7월: 제 31회 과학전람회물리부문 특상수상
- 1995년 3월: 20학급 편성(특수 1), 개원초등학교 7학급 분리
- 1996년 10월: 민속교육 시범학교 발표
- 2001년 3월: 교실수업개선 자율시범학교 운영, 4교실 증축
- 2001년 10월: 급식실 완공 자체급식 실시
- 2004년 11월: 생각하는 교실 학습부진학생 지도 중심학교 발표
- 2005년 2월: 교원업무경감우수학교 최우수상 수상
- 2007년 6월: 부산교육대학교 교육실습협력학교 지정
- 2007년 10월: 도서관 개관, 담장허물기 공사 완공
- 2008년 2월: 연혁실 개관
- 2008년 12월: 학교경영 우수학교 교육장 표창
- 2009년 3월: 영어 체험실 개관
- 2013년 3월: 제 10대 박형목 교장선생님 부임, 2013학년도 20학급 편성

## 현황
학급 현황 (2019년)
| 구분     | 학급 |
| -------- | ---- |
| 1학년    | 5    |
| 2학년    | 4    |
| 3학년    | 4    |
| 4학년    | 5    |
| 5학년    | 5    |
| 6학년    | 5    |
| 특수학급 | 1    |
| 합계     | 29   |

## 참고 자료
- 동원초등학교 - 한국교육학술정보원 학교알리미